# ويليام إس. هيكسون
ويليام إس. هيكسون هو سياسي أمريكي، ولد في 3 نوفمبر 1848 في كورنوال في الولايات المتحدة، وتوفي في 13 سبتمبر 1921. نشط حزبياً في الحزب الجمهوري. وقد انتخب عضو مجلس نواب ماساتشوستس ‏.